# Oreodera exigua
Oreodera exigua é uma espécie de besouro da família Cerambycidae. Foi descrito por Monné e Fragoso em 1988. 
É encontrado no Brasil, tendo sido descrito pela primeira vez na Bahia.